# Чомеджешть (комуна)
Чомеджешть, Чомеджешті (рум. Ciomăgești) — комуна у повіті Арджеш в Румунії. До складу комуни входять такі села (дані про населення за 2002 рік):
- Бекулешть (253 особи)
- Братія (27 осіб)
- Джуклань (178 осіб)
- Догарі (287 осіб)
- Кунгря (209 осіб)
- Пеунешть (110 осіб)
- Редуцешть (131 особа) — адміністративний центр комуни
- Феделешою (94 особи)
- Чомеджешть (73 особи)

Комуна розташована на відстані 136 км на захід від Бухареста, 30 км на захід від Пітешть, 79 км на північний схід від Крайови, 125 км на південний захід від Брашова.

## Населення
За даними перепису населення 2002 року у комуні проживали 1362 особи, усі — румуни. Усі жителі комуни рідною мовою назвали румунську.
Склад населення комуни за віросповіданням:
| Релігія     | Кількість осіб | Відсоток |
| ----------- | -------------- | -------- |
| православні | 1361           | 99,9%    |
| адвентисти  | 1              | 0,1%     |